# ماغي باري
ماغي باري (بالإنجليزية: Maggie Barrie)‏ هي عداءة سريعة سيراليونية، ولدت في 29 مايو 1996.

## وصلات خارجية
- ماغي باري على موقع الاتحاد الدولي لألعاب القوى (الإنجليزية)
- ماغي باري على موقع TFRRS.org (الإنجليزية)
- ماغي باري على موقع اللجنة الأولمبية الدولية (الإنجليزية)
- ماغي باري على موقع أوليمبيديا (الإنجليزية)